# Johann Adam Reinken
Johann (ou Jan) Adam Reinken (ou Reincken) (baptisé à Deventer le 10 décembre 1643, mort à Hambourg, le 24 novembre 1722) est un des plus célèbres organistes hollandais/allemands de son époque. Il est aussi gambiste et compositeur.

## Biographie
En 1637, sa famille émigre à Deventer aux Pays-Bas, où il reçoit sa première formation musicale. À partir de 1654, il se perfectionne à l'orgue et dans la composition à Hambourg auprès de Heinrich Scheidemann, un des nombreux élèves de Jan Pieterszoon Sweelinck.
Après être retourné quelque mois en Hollande, il revient définitivement à Hambourg en 1658 et devient l'assistant de Scheidemann à la tribune de l'église Sainte Catherine de Hambourg, avant de lui succéder en 1663. Il y restera titulaire jusqu'à sa mort en 1722.
Il eut une influence déterminante sur la vie musicale de Hambourg, d'Allemagne du Nord et, en 1678, participe à la création de l'opéra de Hambourg, « Am Gänsemarkt » (« Au Marché aux Oies »), dont il est directeur jusqu'en 1685.
C'est un des principaux représentants de l'école nordique et de son style particulièrement exubérant — le « stylus phantasticus ». Ses dons d'improvisateur lui firent une grande réputation et sa virtuosité était exceptionnelle — on cite des parties de pédalier à deux voix ce qu'on retrouve très rarement chez d'autres compositeurs (chez Bruhns notamment).
Lors de son voyage à Hambourg en 1705, Jean-Sébastien Bach fut fortement impressionné et influencé par le style de Reinken qu'il entendit, entre autres, improviser de façon magistrale sur le choral An Wasserflüssen Babylon. Quinze ans plus tard, lui-même put faire apprécier ses propres capacités au vieux maître qui lui exprima sa satisfaction.

## Principales œuvres

### Orgue
- Fantaisies sur des chorals :
  - An Wasserflüssen Babylon
  - Was kan uns kommen an für Noth

### Clavecin
- 2 Toccatas : sol majeur, sol mineur (authenticité contestée)
- Fugue en sol mineur (Johann Heinrich Buttstett ?)
- 3 séries de variations, dont :
  - Partite diverse sopra l’Aria "Schweiget mir von Weiber nehmen", altrimente chiamata La Meyerin
  - Ballet et 11 variations en mi mineur
- 8 Suites

### Musique pour ensemble
- Hortus Musicus (1687) : 6 Sonates pour 2 violons, viole de gambe et basse continue.

### Transcriptions
J. S. Bach a transcrit pour clavecin solo la Sonate I en la mineur (BWV 965), la fugue de la Sonate II en si-bémol majeur (BWV 954), et la Sonate III en do majeur (BWV 966).

## Hommages
Est nommé en son honneur (7661) Reincken, un astéroïde de la ceinture principale découvert en 1994.

### Sources
- (en) Philipp Spitta, Johann Sebastian Bach: his work and influence on the music of Germany, 1685-1750, vol. 1, Novello and company, 1899 (lire en ligne)
- Adam Reincken. Collected Keyboard Works, Willi Apel, éd., Corpus of Early Keyboard Music no 16, American Institute of Musicology, 1967 ; rééd. Hänssler-Verlag, 1978.
- Joh. Adam Reincken. Sämtliche Orgelwerke, Klaus Beckmann, éd., Wiesbaden, Breitkopf & Härtel, 1974.
- Johann Adam Reincken. Sämtliche Orgelwerke, Pieter Dirksen, éd., Wiesbaden, Breitkopf & Härtel, 2005.

### Discographie
- France Orgue Discographie de la musique d'orgue enregistrée depuis 1950, établie par Alain Cartayrade,
- Reinken & Bruhns: Sämtliche Orgelwerke, Bernard Foccroulle (Ricercar, 2002, 1 CD)
- Reincken: Complete Harpsichord & Organ Music, Simone Stella (Brilliant Classics, 2014, 3CD)